# Calydorea longipes
Calydorea longipes är en irisväxtart som beskrevs av Pierfelice Ravenna. Calydorea longipes ingår i släktet Calydorea och familjen irisväxter. Inga underarter finns listade i Catalogue of Life.